# Spermospora ciliata
Spermospora ciliata är en svampart som först beskrevs av R. Sprague, och fick sitt nu gällande namn av Deighton 1968. Spermospora ciliata ingår i släktet Spermospora, divisionen sporsäcksvampar och riket svampar.   Inga underarter finns listade i Catalogue of Life.